# 64 Dywizja Piechoty (Imperium Rosyjskie)
64 Dywizja Piechoty (ros. 64-я пех. дивизия) – rezerwowa dywizja piechoty Imperium Rosyjskiego, okresu działań zbrojnych I wojny światowej.
Powstała z 15 Dywizji Piechoty z Odessy (8 Korpus Armijny, 8 Armia).

## Struktura organizacyjna
Lipiec 1914:
- dowództwo dywizji
- 253 Perekopski pułk piechoty
- 254 Mikołajowski pułk piechoty
- 255 Akermański pułk piechoty
- 256 Jelizawetgradzki pułk piechoty